# صورة القيد المصدقة

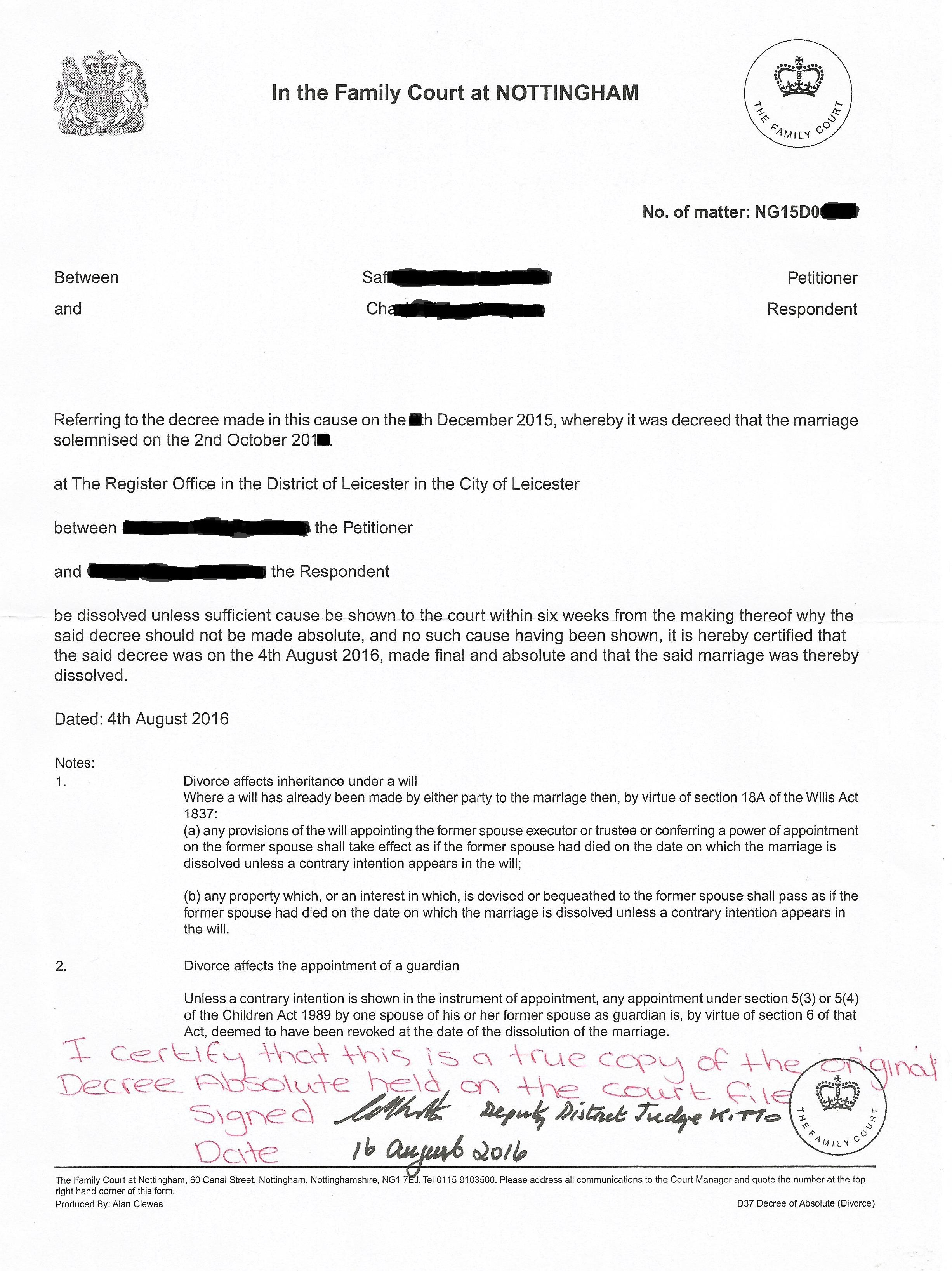

صوره القيد المصدقة: تُعرف صورة القيد المصدقة على أنها نسخة من الشهادة التصديقية أو نسخة وَثقية من الصك الرسمي (عقد)وتكون مختومة بالخاتم الرسمي (ختم وزير العدل), والتوقيع اليدوي الاصلي من هيئة المحكمة أو الموظف العمومي، واسم السلطة العليا مثلا «جمهورية ولاية أوكلاهوما».
إن صورة القيد المصدقة لا يمكن تصديقها وتنفيذها الا من قبل السلطة المسجلة للقيد اوالسلطة التنظيمية، وعادة ما تكون مُستخرجة من الوثيقة الاصلية للقيد حيث يمكن مقارنتها بصورة طبق الاصل من السلطة العامة وتكون موافق عليها ومختومة من قبل المُوَثق، لكن لا يمكن إصدار هذه النسخة إلا للضرورة، وليست مهمة للسلطة المسجلة للقيد ولا السلطة التنظيمية، وتعبر نسخة مصدقة من الاصل حيث تختلف من حيث الموثوقية مثلاً اكانت نسخة عادلة أو نسخة مقلدة وما إلى ذلك.
يمكن إرسال الصورة المصدقة لسجلات المواليد والوفيات من مدينة نيويورك ولوس أنجلوس وجورجيا وفي مناطق أخرى في الولايات المتحدة، إذا طلب ذلك، عن طريق إرسال كتاب لصورة القيد المصدقة، وتعتبر هذه هي الخطوة الأولى لعملية التوثيق أو التصديق.
وفي كندا واستراليا وبعض السلطات القضائية الأخرى في القانون العام، يمكن إجراء صورة قيد مصدقة لأي وثيقة رسمية من قِبل كاتب العدل. وبشكل أكثر تحديدًا، يشير المصطلح إلى نسخة مصدقة من المرافعة القانونية. وتُعرف أيضًا بالشهادة الثلاثية التصديق أو التوثيق.
وتوثق عن طريق كاتب المحكمة حيث يقوم باصدار الحكم ويصادق عليه من قبل الضابط القضائي في المكان الذي صدر فيه الحكم ويقسم الكاتب بعد ذلك على صحة توقيع القاضي وصحة استخدامه لمنصبه وسلطته.وتسمى الشهادة ذات المصادقة الثلاثية بصورة القيد المصدقة.
عادةً ما تطلب الدول والبلدان الأخرى نسخة من هذا النوع من الشهادات عند إرسال نسخ لتقديمها إلى المحكمة المحلية.